# Sony Center

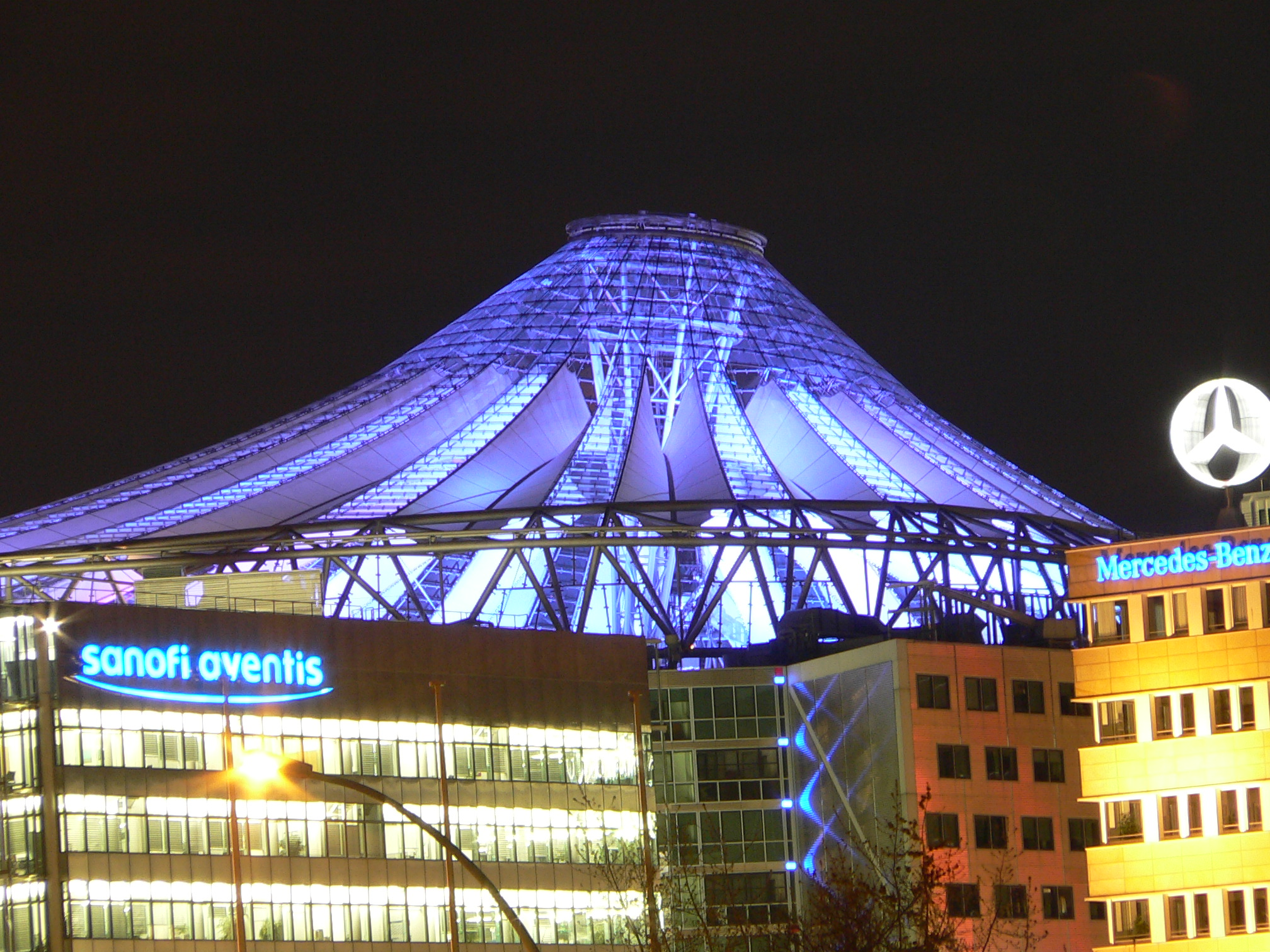
Sony Center van buitenaf gezien

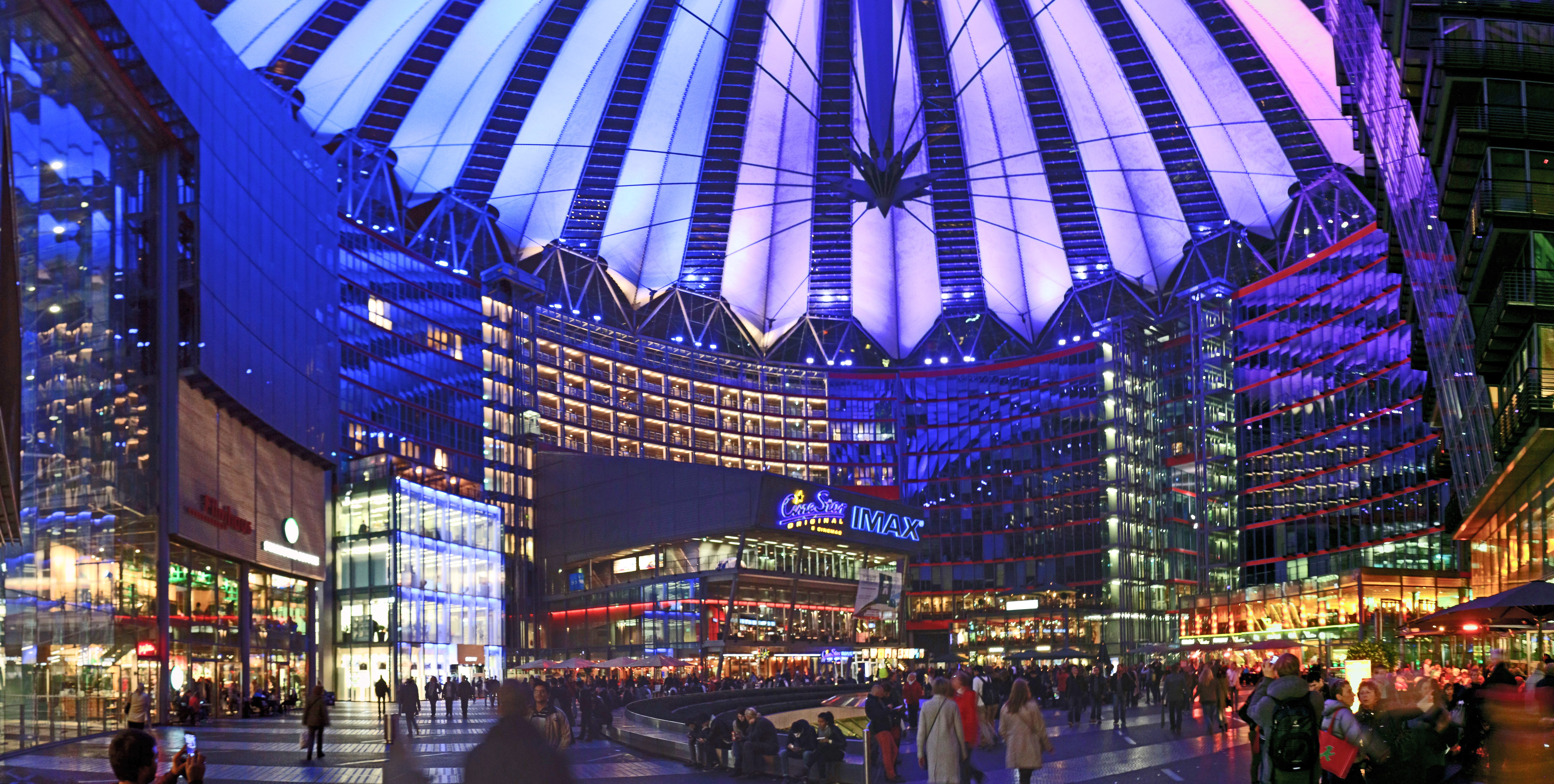
binnenplaats

Het Sony Center is een multifunctioneel gebouw in het centrum van Berlijn. Het complex aan de Potsdamer Platz huisvest kantoren, winkels en horeca.
Berlijn is een stad met een duidelijke historische achtergrond, maar ook met een moderne toekomstvisie. Het Sony Center wordt door velen gezien als een van de topstukken van die moderne visie. Het gebouw heeft niet alleen een moderne uitstraling, ook de constructie is een gewaagd stuk techniek. Met name het dak van dit bouwwerk trekt veel aandacht, vanwege de fascinerende constructie. Het complex is opgebouwd uit zeven verschillende gebouwen: het Europese hoofdkantoor van Sony Corporation, het Forum, het hoofdkantoor van de Duitse spoorwegen, Filmhaus, Esplanade Residence, een bedrijfstoren aan Bellevuestraße en een bedrijfstoren aan de Philharmonie.
De bouw van het complex begon eind 1995/begin 1996. Het werd geconstrueerd door Hochtief. In 2000 werd het complex opgeleverd. Het heeft een totale kaveloppervlakte van 26.500 m², de vloeroppervlakte ligt rond de 132.500 m².
Het ontwerp van het Sony Center is afkomstig van het architectenbureau Murphy/Jahn uit Chicago. De grote man achter dit bureau is Helmut Jahn.

## Concept
Het door staal en glas gedomineerde ovale forum is van de openbare ruimte en daarom niet afgesloten van de omliggende straten. De dakconstructie is bijzonder gewaagd. Een waaiervormig tentdak van zeildoek is met ankers aan een staalring bevestigd, die op zijn beurt aan de omliggende gebouwen vastgemaakt is. Het dak moet de heilige berg van Japan, Fuji, symboliseren.

## Constructie
Zoals eerder vermeld, is het dak van het Sony Center een van zijn belangrijkste elementen. Het dak van het complex bestaat voornamelijk uit glas, staal en een soort zeil, materiaal LTA 25. Het dak weert naast regen ook de zon. 50 % van het licht wordt tegengehouden door de zeilen. Daarnaast bevat het ook een gat waardoor de thermische lucht kan ontsnappen. Dit alles draagt bij aan een controleerbaar en aangenaam klimaat.
Om de constructie van het dak eenvoudig uit te leggen moeten we het geheel concretiseren. Het dak bestaat uit vier onderdelen, te zeggen:
1. De ring
2. drukstaaf
3. trekstaaf boven
4. trekstaaf onder

De ring is misschien wel het meest belangrijke component in de dakconstructie. De ring moet namelijk naast het opvangen van trekkrachten ook de drukkrachten van het dak overbrengen. Nergens ligt hij verankerd, zodat de krachten die vrijkomen bij het uitzetten opgevangen kunnen worden. De maximale overspanning die de ring heeft is 35 meter.
De ligger is een 3d-spant. Hiervoor is gekozen, omdat hij in alle richtingen stijf is. Een normale ligger zou enkel stijf zijn in twee assen. Deze ligger is stijf in alle drie de assen.

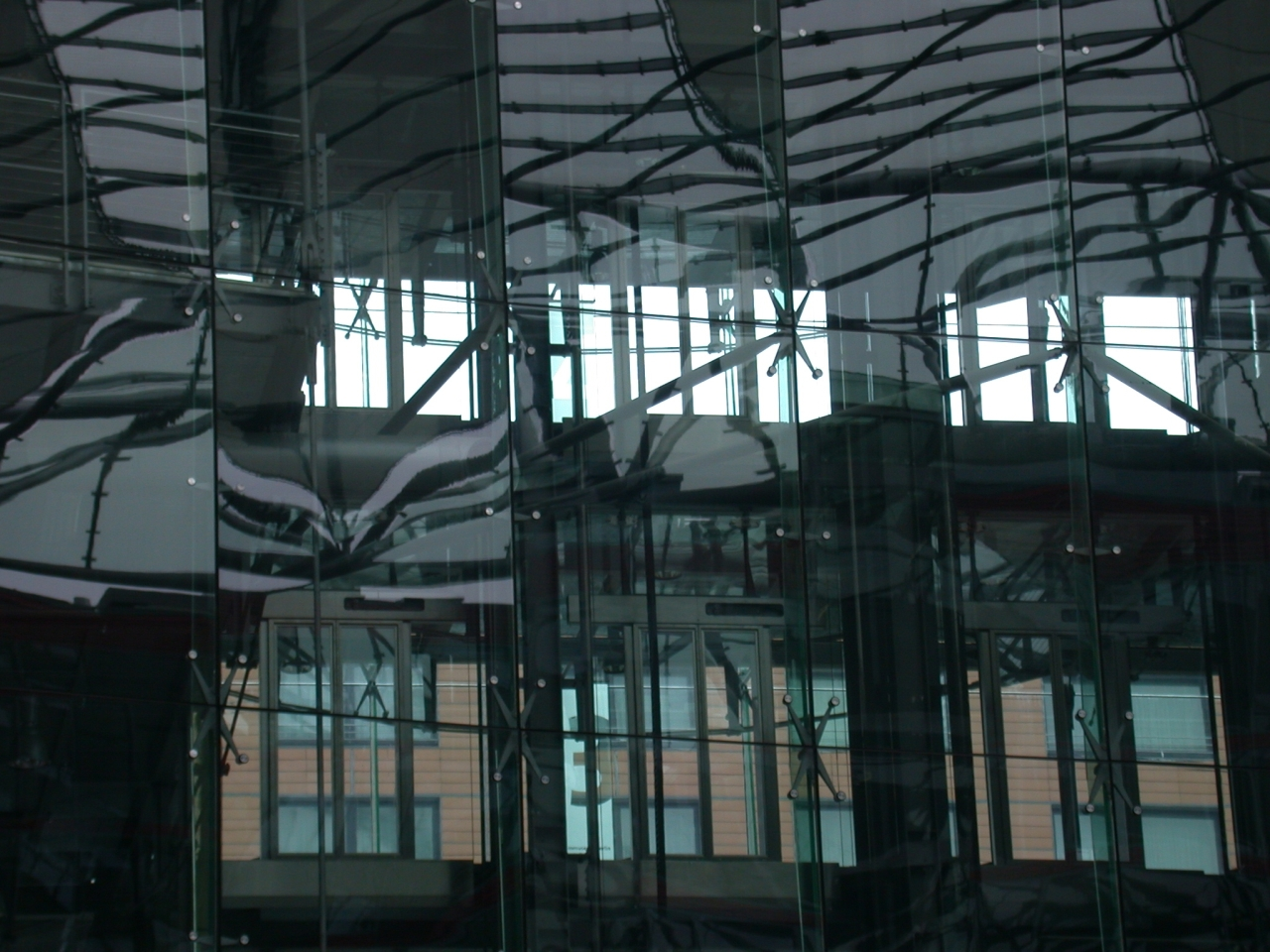
Glazen wanden binnen het Sony Center

De drukstaaf brengt, zoals de naam al zegt, drukkrachten over. Het principe is het best te vergelijken met een pijl-en-boog. De pijl brengt de drukkrachten over waardoor de boog op spanning blijft. De drukstaaf is zo fors uitgevoerd omdat het in alle richtingen momentvast moet zijn. Daarnaast moet het een soort contragewicht zijn tegen het opwaaien van het dak. Op een winderige dag is het mogelijk dat de punt van de drukstaaf 60 cm beweegt. Volgens de constructeur is dit enkel een humoristisch gezicht en levert het geen gevaar op.
De bovenste trekstaven dragen het glas. Dit kan omdat er zoveel spanning op de kabels staat dat het net liggers zijn. Het glas ligt als het ware op de trekstaven. De onderste trekstaven houden de drukstaaf op zijn plaats. Deze zijn hydraulisch bevestigd waardoor er nog mogelijkheden zijn om de spanning in de kabels te veranderen.
De bovenste ring draagt bij aan de stabiliteit in de constructie. Het houdt de zeilen en touwen bij elkaar. Hier op de foto is goed te zien dat de zeilen gedraaid zitten. Dit is om de stabiliteit te vergroten. Op deze manier hebben de zeilen net als kabels een trekkracht maar werken ze ook mee aan de stabiliteit. In de ring zitten enkel trekkrachten, daarom kan deze zo slank worden uitgevoerd.
Samen vormen deze elementen de constructie van het dak. Het dak is niet gebouwd volgens eisen die zijn opgegeven door de wet. Dit omdat er nog geen regels zijn voor overkappingen als deze. Bij het bouwen van de constructie van het dak is men als volgt te werk gegaan: men heeft eerst door middel van steigers de drukstaaf in het midden gehangen, daarna heeft men de buitenste ring gemaakt en verbonden met de drukstaaf. Op deze manier kon men het dan op spanning brengen.

## De omhulling
De omhulling van zowel het dak als de gevel bestaan vooral uit een samenwerking van glas en staal. Op de foto is duidelijk te zien dat het glas verdiepingshoog is. Het glas van het dak echter is van een kleiner formaat.